# 21523 GONG
21523 GONG (1998 MW15) là một tiểu hành tinh vành đai chính được phát hiện ngày 26 tháng 6 năm 1998 bởi R. A. Tucker ở Goodricke-Pigott Observatory.